# Пак У
Пак У (кор. 박우; нар. 25 жовтня 1972) — південнокорейський борець греко-римського стилю, чемпіон та срібний  призер чемпіонатів Азії, бронзовий призер Азійських ігор, срібний  призер Східноазійських ігор, учасник Олімпійських ігор.

## Життєпис
Боротьбою почав займатися з 1988 року.
Виступав за спортивний клуб «Sungshin Cent Company» Сеул. Тренер — Сан Кьон Кім.

## Спортивні результати на міжнародних змаганнях

### Виступи на Олімпіадах
| Змагання                    | Збірна         | Вагова категорія                 | Місце |
| --------------------------- | -------------- | -------------------------------- | ----- |
| Літні Олімпійські ігри 2000 | Південна Корея | греко-римська боротьба, до 97 кг | 10    |

### Виступи на Чемпіонатах світу
| Змагання                        | Збірна         | Вагова категорія                  | Місце |
| ------------------------------- | -------------- | --------------------------------- | ----- |
| Чемпіонат світу з боротьби 1998 | Південна Корея | греко-римська боротьба, до 97 кг  | 19    |
| Чемпіонат світу з боротьби 1999 | Південна Корея | греко-римська боротьба, до 97 кг  | 24    |
| Чемпіонат світу з боротьби 2001 | Південна Корея | греко-римська боротьба, до 97 кг  | 24    |
| Чемпіонат світу з боротьби 2002 | Південна Корея | греко-римська боротьба, до 120 кг | 18    |
| Чемпіонат світу з боротьби 2003 | Південна Корея | греко-римська боротьба, до 120 кг | 31    |

### Виступи на Чемпіонатах Азії
| Змагання                       | Збірна         | Вагова категорія                  | Місце  |
| ------------------------------ | -------------- | --------------------------------- | ------ |
| Чемпіонат Азії з боротьби 2000 | Південна Корея | греко-римська боротьба, до 97 кг  | Золото |
| Чемпіонат Азії з боротьби 2003 | Південна Корея | греко-римська боротьба, до 120 кг | Срібло |
| Чемпіонат Азії з боротьби 2004 | Південна Корея | греко-римська боротьба, до 120 кг | 5      |

### Виступи на Азійських іграх
| Змагання           | Збірна         | Вагова категорія                 | Місце  |
| ------------------ | -------------- | -------------------------------- | ------ |
| Азійські ігри 1998 | Південна Корея | греко-римська боротьба, до 97 кг | Бронза |

### Виступи на Східноазійських іграх
| Змагання                 | Збірна         | Вагова категорія                 | Місце  |
| ------------------------ | -------------- | -------------------------------- | ------ |
| Східноазійські ігри 2001 | Південна Корея | греко-римська боротьба, до 97 кг | Срібло |

### Виступи на Кубках світу
| Змагання                    | Збірна         | Вагова категорія                 | Місце |
| --------------------------- | -------------- | -------------------------------- | ----- |
| Кубок світу з боротьби 1997 | Південна Корея | греко-римська боротьба, до 97 кг | 6     |

### Виступи на інших змаганнях
| Змагання                                                        | Збірна         | Вагова категорія                  | Місце |
| --------------------------------------------------------------- | -------------- | --------------------------------- | ----- |
| Гран-прі Німеччини з боротьби 1994                              | Південна Корея | греко-римська боротьба, до 90 кг  | 10    |
| Олімпійський кваліфікаційний турнір з боротьби 2000 (Фаенца)    | Південна Корея | греко-римська боротьба, до 97 кг  | 22    |
| Кубок Азії з боротьби 2003                                      | Південна Корея | греко-римська боротьба, до 120 кг | 5     |
| Олімпійський кваліфікаційний турнір з боротьби 2004 (Новий Сад) | Південна Корея | греко-римська боротьба, до 120 кг | 20    |
| Олімпійський кваліфікаційний турнір з боротьби 2004 (Ташкент)   | Південна Корея | греко-римська боротьба, до 120 кг | 11    |